# Leonor de Prusia
Leonor de Prusia (Königsberg, 21 de agosto de 1583-Cölln, 9 de abril de 1607) fue una noble alemana de la Casa de Hohenzollern. Era la cuarta hija del matrimonio entre el duque Alberto Federico de Prusia y de María Leonor de Cléveris. Esta última era hija a su vez del duque Guillermo V el Rico de Jülich-Cléveris-Berg y de la archiduquesa austriaca María de Habsburgo-Jagellón.

## Matrimonio
Se casó el 2 de noviembre de 1603 con el elector Joaquín Federico I de Brandeburgo (suegro de Ana, su hermana mayor). De esta unión nació una única hija:
- María Leonor (1 de abril de 1607-18 de febrero de 1675) casada el 4 de diciembre de 1631 con el príncipe elector Luis Felipe de Palatinado-Simmern.

Leonor de Prusia murió a consecuencia del parto y fue sepultada el 26 de abril de 1607.
- Datos: Q257587